# Diaspora grecque en France
Une diaspora grecque a existé dès l’Antiquité dans ce qui est aujourd’hui la France. Cette communauté a disparu durant l’Antiquité tardive, par assimilation, mais est réapparue par émigration à partir du XIXe siècle (XVIIe siècle en Corse, qui n’était alors pas encore française). Elle est actuellement concentrée à Paris, Lyon, Grenoble, Marseille et la Côte d'Azur. Il est difficile de quantifier les Grecs en France : avec le temps ils ont été assimilés, surtout dans le sud de la France, et souvent, les noms grecs furent francisés. De plus, il y eut plusieurs vagues d'immigration de Grecs.

## Histoire

### Antiquité: les Phocéens de Marseille
Marseille a été fondée vers 600 av. J.-C. par des marins grecs originaires de Phocée en Asie Mineure sous le nom de Massalia. L’explorateur et scientifique Pytheas est l’une des personnalités grecques marseillaises de l’époque. Les Phocéens avaient fondé plusieurs escales-abris et comptoirs sur la rive provençale : Κιθαρίστα (Kitharista, le cithariste : Ceyreste), Ταυροέντιον et Ταυροέις (Tauroention et Tauroeis, le « fond » et l'« entrée » [de la baie] du « Taureau », aux Lecques et au Brusc), Oλϐία (Olbia, la « prospère » : l'Almanarre), Ηράϰλεια κακαϐάρια (Herakleia caccabaria, l'« Héraclée pénible » par allusion aux travaux d'Héraclès : Cavalaire), Αντίπολις (Antipolis, aujourd’hui Antibes) « en face de la ville » de Nice, que cite déjà le géographe grec Strabon : son nom Νίκαια, Nikaia, a été souvent traduit par la « victorieuse » mais à tort semble-t-il ; en réalité, cette appellation doit être rattachée à une racine ligure de forme nitia remodelée par les Grecs.

### XVIIe siècle: les Grecs de Corse

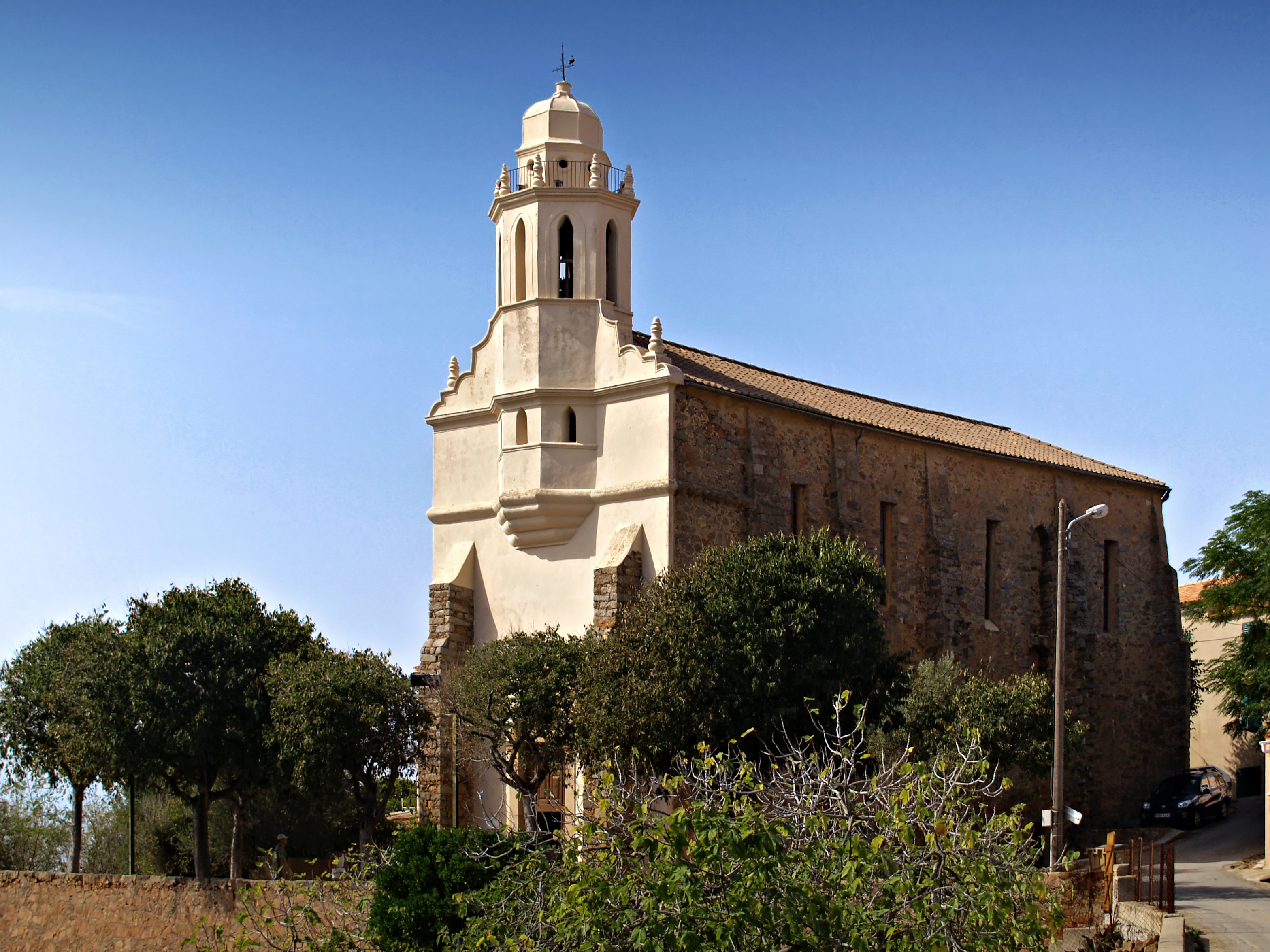
Église Saint-Spyridon dite « la grecque » à Cargèse.

En janvier 1676, une petite colonie de 600 Grecs, issue du village de Gythion, embarque à Vitylo (actuellement Outilo) - villages situés au sud du Péloponnèse dans la presqu’île du Magne - pour fuir l’occupation turque, et fonde dans l'arrière-pays de Sagone, Paomia, à deux kilomètres à l’Est de l’actuelle Cargèse. Lorsque les Génois, alors maîtres de la Corse, attribuèrent les terres de Paomia à la communauté grecque, ils firent remplir un contrat à ces derniers. Ce contrat stipulait que les Grecs pouvaient conserver le rite byzantin, mais qu’ils devaient devenir catholiques, ce qui leur fit intégrer la communauté des églises catholiques orientales. Les mariages mixtes entre les descendants de colons grecs et les Corses ont mêlé les deux communautés de Cargèse aujourd’hui, la langue grecque finissant par disparaître au profit du corse.

### XIXe siècle
Au XIXe siècle, l’immigration économique, de commerçants dans les principales agglomérations (tissus, épices, joaillerie) et de pêcheurs (notamment de scaphandriers pêcheurs d’éponges) sur la côte méditerranéenne constitue l'essentiel des arrivées grecques en France. Ils se concentrent notamment à Marseille, ils culminent à 400 Grecs en 1828. Leur présence se stabilise ensuite au cours du siècle, ils sont encore 303 à Marseille en 1861. Ils sont marqués par un fort communautarisme religieux, car il s'agit là du seul groupe orthodoxe de la ville. Outre la Corse, la troisième communauté grecque en France est à Paris, notamment autour de leur église orthodoxe dédiée à Saint-Etienne, construite en 1895 grâce au mécénat du banquier grec Dimitrios Skilitzis. La solidarité nationale avait aussi un rôle essentiel dans la construction de la communauté, de même que dans les autres communautés étrangères à Paris, car elle était le seul moyen de subsistance des étrangers indigents. C'est ainsi qu'en 1889 fut créée la Société de bienfaisance grecque.
En 1901, la moitié des Grecs de France (47,1 %) se trouvaient à Marseille, et l'autre à Paris (40%). Les 13 % pourcents restant se retrouvent de manière sporadique sur le reste du territoire.

### Première Guerre mondiale

#### Emplois
La première immigration massive de Grecs vers la France a eu lieu dans le cadre de la Première Guerre mondiale qui a vu l'arrivée de 15 000 à 25 000 Grecs d'Asie Mineure, venus pour beaucoup du Dodécanèse. Ils sont venus en France pour travailler dans les usines d'armement et les entreprises agricoles. En 1917, 800 Grecs travaillaient à Saint-Etienne dans les mines et manufactures d'armes ou 1 200 à Pont-de-Chéruy dans les usines Grammont. Outre leur présence importante dans l'axe rhodanien, il est possible d'évoquer les 1 300 Grecs des usines de munitions de Nantes ou les 1 000 employés à Bordeaux, sans compter les villes de Lille ou de Tours. Il y eut donc une relative dispersion sur le territoire français.
L'accueil des Grecs est cependant aussi le fait des industriels, il ne s'agit pas seulement d'une politique d'Etat. C'est ainsi que Grammont, qui emploie un millier et demi de Grecs à Pont-de-Cheruy, agit beaucoup, dans la tradition du paternalisme d'entreprise du XIXe siècle pour la communauté grecque, notamment par la création d'un lieu de culte orthodoxe en 1917 dans un hangar.
Le paternalisme entrepreneurial ne doit pas cacher la grande précarité de la communauté grecque à cette époque. Dans l'industrie Grammont, les Grecs logés étaient d'un nombre quatre à cinq fois supérieur aux capacités d'accueils des locaux fournis par l'usine. Par ailleurs, les entreprises favorisent la mobilité de ces étrangers avec des contrats très brefs : ils ne sont qu'une main-d’œuvre labile utilisée pour combler les manques de main-d’œuvre.

### Entre-deux-guerres

#### Géographie
La Première Guerre mondiale a permis de constituer la colonie grecque de France, surtout présente à Paris et dans les Bouches-du-Rhône. Ils sont généralement logés par leur employeur et se concentrent donc dans les bassins d'emploi de ces région. Par ailleurs, les Grecs ayant quitté les bassins d'emplois de la guerre se sont pour beaucoup retrouvés à Lyon et Paris, ce qui explique la hausse de leur présence dans ces agglomérations.

#### Vague migratoire des années 1920
Après la guerre eut lieu une nouvelle vague migratoire non organisée par l’État français, elle s'explique plutôt par les réseaux familiaux des Grecs déjà venus en France. Elle est due à la Catastrophe d'Asie Mineure qui a suscité une baisse de l'emploi. Cette immigration spontanée a d'abord été favorisée par la France. Elle cesse à la fin des années 1920 à cause du début de la crise de 1929 qui touche sévèrement l'emploi français et accentue les politiques hostiles à l'immigration des différents gouvernements. La France n'en avait alors pas moins la communauté hellénique la plus importante d'Europe centrale avec 19 123 Grecs en 1931.
Les Grecs de France, s'ils ont pour beaucoup commencé à travailler dans l'industrie, se sont majoritairement réorientés vers les pratiques artisanales. Ils sont ainsi 44,6 % à être indépendants en 1936 (20 % de plus que pour la moyenne des autres travailleurs étrangers en France). Ceux-ci travaillent majoritairement dans l'industrie de transformation artisanale et dans le commerce. Beaucoup furent aussi coiffeurs - représentés en 1931 par le club artistique des coiffeurs hellènes de Paris.

#### Pratiques communautaires
L'implantation grecque se traduit dans le paysage urbain par la construction d'églises orthodoxes essentielles pour la communauté. C'est ainsi qu'à Bordeaux est créée la chapelle des Carmes en 1918, l'église Saint-Georges à Grenoble, l'église de la Trinité à Saint-Étienne en 1922, l'église Sainte-Catherine à Port-de-Bouc en 1930 et en 1936 une deuxième église parisienne, l'église Saints Constantin et Hélène. Il est notable que ces églises sont d'abord construites dans des espaces non adaptés au culte (un appartement à Grenoble ou un local de la société des Mines à Saint-Étienne), témoins de la précarité de ces populations dépendant pour beaucoup des politiques publiques ou du paternalisme de l'employeur. Ces églises faisaient venir des prêtres de Grèce et étaient rattachées à l'archevêché de Thyateura à Londres.
Les associations jouèrent ainsi un rôle important dans la construction de la communauté grecque en France, souvent liées au facteur religieux. En 1919 est créée à Pont-de-Cheruy l'association culturelle hellénique orthodoxe Saint-Alexandre, en 1922 à Paris l'Union des Hellènes de Paris et à Lyon l'Union philanthropique des Hellènes de Lyon, en 1927 à Lille la Communauté hellénique du Nord. Ces associations se concentrent néanmoins pour beaucoup à Paris, où se trouvent la majorité des Grecs de France. Il est ainsi possible d'y citer le Foyer hellénique de Belleville créé en 1931 ou l'Union des Grecs de Sartrouville en 1937. La majorité de ces associations sont créées en même temps ou en lien avec l'église orthodoxe locale.
Dans le domaine éducatif, pour transmettre et maintenir la culture grecque en France, furent créées les écoles du jeudi, toujours en lien avec les églises le plus souvent. Ainsi, en 1930, l'église de Saint-Étienne crée son école avec deux instituteur.

##### Discours et représentation
L'analyse de la communauté de Pont-de-Chéruy menée par Cécile Zervudacki révèle que dans les discours sur les premières arrivées de migrants, tous revendiquent d'être arrivés à la suite des pogroms dans les années 1920. Il s'agit ainsi pour cette communauté de se construire comme un groupe politiquement martyr en cachant la dimension économique de la majorité des départs antérieurs aux violences ethniques de Turquie. Ce discours construisant une communauté imaginaire est le fondement qui a permis l'intégration de ces autres réfugiés politiques des années 1950.

### Deuxième moitié duXXesiècle
L'immédiat après-guerre est constitué des arrivées des Grecs d'Anatolie et de Constantinople qui continuent d'être chassés de Turquie, jusqu'aux pogroms d'Istanbul de septembre 1955 et des arrivées des réfugiés politiques de gauche s'exilant après la guerre civile grecque. Une autre vague arrive en France de 1967 à 1974 notamment pour fuir la dictature des colonels. Il y eut donc deux pics d'arrivées en France, en 1956 et 1957 et en 1967. Cette immigration passe en dehors des canaux étatiques - notamment de l'ONI - et bénéficie surtout des réseaux de solidarités communautaires. Elle reste cependant assez faible et ne concerne que 9 800 personnes environ. Ces personnes s'intégrèrent de ce fait rapidement dans les centres urbains français où ils purent, eux aussi, prendre des emplois d'indépendants.

#### Deuxième vague de 1967
Après le coup d’État du 21 avril 1967 s'ensuit une politique autoritariste qui réprime les libertés grecques et cause une vague d'exil vers la France. Les populations concernées sont surtout des intellectuels, sympathisants ou activistes de gauche, aisés et issus des classes moyennes et supérieurs. Beaucoup ont subi un déclassement professionnel, perdu leurs biens ou reconnaissances universitaires, ou leur public, pour les artistes. De plus, avant le protocole de New York de 1971, les Grecs ne pouvaient pas bénéficier de la convention de Genève.
Par ailleurs, il n'y eut pas de politique publique d'accueil des réfugiés grecs. Seule la Cimade a proposé un plan d'accueil de ces réfugiés. 600 exilés furent ainsi accueillis par elle en 1972 - la moitié des exilés vers la France. La Cimade a donné un certain nombre de bourses aux exilés. Celles-ci étaient versées aux personnes en situation précaires (personnes malades, âgées, etc), ou pour faciliter les insertions ou les études notamment à partir du « fonds grec ». Les Grecs purent aussi bénéficier du « fonds d'urgence » de la Cimade. Au début des années 1970, ils étaient la nationalité la plus aidée par l'association (53 des 80 bourses de 1970 - 1971 ; 63 des 100 bourses de 1971 - 1972). L'aide apportée par la Cimade fut aussi administrative en aidant à la rédaction des courriers ou en contactant directement l'OFPRA pour faire avancer certains dossiers.
Notons néanmoins que si la Cimade fut la seule associations à proposer un plan organisé de soutiens, nombreux furent les associations, syndicats et intellectuels à supporter et témoigner leur soutien au moins symbolique aux exilés grecs.

#### Immigration étudiante
Le XXe siècle est également marqué par l’immigration universitaire d’étudiants, dont un nombre important resta et fit souche en France, et par l’immigration artistique et intellectuelle (avec des artistes comme Georges Guétary, Théo Sarapo, Nana Mouskouri ou Vangelis, des universitaires comme Cornelius Castoriadis ou Hélène Ahrweiler, des présentateurs de télévision comme Nikos Aliagas ou Nagui Fam). En 1986 cette communauté étudiante représente près de la moitié de la présence grecque en France.

#### Stabilisation
Après 1968, les arrivées des immigrés grecs ne compensent plus les départs, les naturalisations, les décès et les mariages mixtes qui contribuent à faire baisse sensiblement la présence grecque en France. S'ils sont encore 9 900 en 1968 et 9 600 en 1975 - une baisse faible du fait des arrivées à la suite de la dictature des colonels - ils ne sont en 1982 plus que 7 800, 6 100 en 1990 et 5 700 en 1999.

## Aujourd'hui

### Facteur religieux
La Dormition de la Mère de Dieu, église grecque orthodoxe de Marseille, est la plus ancienne de toutes les églises orthodoxes de France : elle fut ouverte en 1845. C’est la seule église orthodoxe de style Empire en France et peut-être en Europe. D’autres paroisses grecques existent à Paris, Lille, Bordeaux, Lyon, Grenoble, Marseille, Toulon, Nice... organisées en trois vicariats épiscopaux de l’Église orthodoxe grecque : celui du Nord (Paris), celui du Centre (Lyon) et celui du Midi (Marseille), dont les registres sont la principale source d’informations, car la plupart des Grecs de France sont citoyens français, or l’état-civil français ne porte pas mention des origines ethniques ou de la religion.

## Personnalités françaises d'origine grecque

### Scientifiques
- Evangelia Adamou (née en 1976), linguiste
- Hélène Ahrweiler (née Glykatzi en 1926), historienne
- Eugène Antoniadi (1870-1944), astronome
- Hélène Antoniadis-Bibicou (1923-2017), byzantiniste
- Angélique Arvanitaki (1901-1983), neurophysiologiste
- Roger Apéry (1916-1994), mathématicien
- Kostas Axelos (1924-2010), philosophe
- Michel Cacouros (né en 1959), byzantiniste
- Cornelius Castoriadis (1922-1997), philosophe, économiste et psychanalyste
- Alexandre Christoyannopoulos (né en 1979), essayiste
- Athena Coustenis (née en 1961), astrophysicienne
- Eleni Diamanti (née en 1977), physicienne
- Constantin Dimaras (1904-1992), philologue
- Marie-Louise Dubreil-Jacotin (1905-1972), mathématicienne, 2e femme à obtenir un doctorat en France, de grand-père grec
- Arghiri Emmanuel (1911-2001), économiste marxiste
- Jean-Henri Focas (1909-1969), astronome
- Evi Gkotzaridis (née en 1969), historienne
- Pierre de Grèce (1908-1980), prince, ethnologue
- Gisèle Hadji-Minaglou (née en 1953), architecte archéologue
- Jean Iliopoulos (né en 1940), physicien
- Suzanne Karpelès (1890-1968), indianiste
- Stavros Katsanevas (1953-2022), astrophysicien
- Nathalie Katsonis (en) (née en 1978), chimiste et universitaire
- Dimitri Kitsikis (1935-2021), historien et géopolitologue
- Adamantios Koraïs ou Coray (1748-1833), médecin et érudit des Lumières
- Michel Koutouzis (né en 1947), historien
- Edgar Morin (né en 1921), sociologue
- Ethel Moustacchi (1933-2016), biologiste
- Evanghelos Moutsopoulos (1930-2021), philosophe et universitaire
- Jacques Novicow (1849-1912), sociologue
- Photinos Panas (1832-1903), ophthalmologue
- Kostas Papaïoannou (1925-1981), marxologue
- Miltiadès Papamiltiadès (en) (1907-1987), médecin anatomiste
- Achilles Papapetrou (1907-1997), physicien
- Nicos Poulantzas (1936-1979), philosophe et sociologue
- Georges Prévélakis (né en 1949), géopolitologue
- Jean Psichari (1854-1929), philologue, et son fils Ernest Psichari (1883-1914), écrivain catholique et officier
- Emmanuel Rodocanachi (1859-1934), historien
- Raphaël Salem (1898-1963), mathématicien
- Constantin Sathas (1842-1914), byzantiniste
- Joseph Sifakis (né en 1946), chercheur en informatique
- Georges Skandalis (né en 1955), mathématicien
- Serge Tchakhotine (1883-1973), psychosociologue
- Jean Théodoridès (1926-1999), parasitologiste
- Dimitri Uzunidis (né en 1960), économiste
- Eleni Varikas (née en 1949), universitaire
- Ilios Yannakakis (1931-1917), historien
- Stéphane Yerasimos (1942-2005), turcologue et géopolitologue

### Artistes et médias
- Tasso Adamopoulos (1944-2021), altiste
- Etel Adnan (1925-2021), poétesse
- Jean Agélou (1878-1921), photographe
- Zoe Aggeliki (née en 1996), mannequin et actrice
- Charlotte Aïssé (1693-1733), épistolière
- Jo Akepsimas (né en 1940), chanteur et compositeur
- Vassilis Alexakis (1946-2021), écrivain
- Hélène Alexandridis, actrice
- Aris Alexandrou (1922-1978), écrivain
- Elli Alexiou (1894-1988), professeur et romancière
- Nikos Aliagas (né en 1969), animateur
- Éric Allatini (1886-1943), homme de lettres
- Romy Alizée (née en 1989), photographe
- Éliane Amado Levy-Valensi (1919-2006), philosophe et psychanalyste, de mère juive de Salonique
- Constantin Andréou (1917-2007, famille brésilienne d'origine grecque), peintre et sculpteur
- Kareen Antonn (née en 1980), chanteuse
- Georges Aperghis (né en 1945), compositeur
- Jean-Marie Apostolidès (1943-2023), romancier
- Armand Arapian (né en 1953), baryton-basse
- Paul Armont, né Dimitri Petrococchino (1874-1943), dramaturge
- Liliane Atlan (1932-2011), dramaturge
- Georges Arvanitas (1931-2005), pianiste
- Antonin Artaud (1896-1948), poète et théoricien du théâtre, de mère et grand-mère paternelle grecques
- Emmanuelle Béart (née en 1963), actrice, de grand-mère grecque[10]
- Renée Béja (1905-1979), artiste-peintre
- Les frères Alain (1953-2017), réalisateur, et Charles Berberian (né en 1959), auteur de bandes dessinées, de mère grecque chypriote
- Loran Béru (né en 1964), guitariste punk
- Liz Brady (1940-2019), chanteuse
- Constantin Byzantios (el) dit « Dikos » (1924-2007), peintre
- Spéranza Calo (1885-1949), cantatrice et peintre
- Michel Dimitri Calvocoressi (1877-1944), écrivain et critique musical
- Takis Candilis (né en 1954), homme de télévision
- Gérasime Cangellaris (1890-1925), poète et éditeur
- Hélène Cardona, traductrice et actrice
- André Chénier (1762-1794), poète et Joseph Chénier (1764-1811), poète et homme politique, de mère grecque
- John Christoforou (1921-2014), peintre
- Iris Clert (1918-1986), galeriste
- Georges Corraface (né en 1952), acteur
- Costa-Gavras (né en 1933) et ses enfants Romain (né en 1981), Julie et Alexandre Gavras, réalisateurs
- Alec R. Costandinos (né en 1944), producteur de musique disco
- Costa Coulentianos (1918-1995), sculpteur
- Jacques Damala (1855-1889), acteur, mari de Sarah Bernhardt
- Pierre Daninos (1913-2005), auteur, frère de Jean Daninos
- Gilles Del Pappas (né en 1949), écrivain
- Alexandre Desplat (né en 1961), compositeur, de mère grecque
- Diam's (née en 1980), rappeuse, d'un père chypriote grec
- Dimitri from Paris (né en 1963), musicien et animateur de radio
- Constantin Dimitriadis (1879-1943), sculpteur
- Pierre Dmitrienko (1925-1974), peintre et sculpteur de mère grecque
  - Ludmila Mikaël (née en 1947), sa fille, actrice
  - Marina Hands (née en 1975), sa petite-fille, actrice
- Elen Dosia (en) (1915-2002), soprano[11]
- Sandrine Dumas (née en 1963), actrice et réalisatrice
- Virginie Efira (née en 1977), actrice[12]
- Adèle Exarchopoulos (née en 1993), actrice
- Michel Fardoulis-Lagrange (1910-1994), écrivain
  - Laure Fardoulis, écrivaine, sa fille
- Fred (1931-2013), auteur de bandes dessinées
- Démétrios Galanis (1882-1966), peintre et graveur
- Georges Garvarentz (1932-1993), compositeur
- Marco Gastine (né en 1952), réalisateur
- Jean-Pierre Gattégno (né en 1944), écrivain
- Auguste Gilbert de Voisins (1877-1939), écrivain
- Michel de Grèce (né en 1939), prince, écrivain
- Pierre Gripari (1925-1990), écrivain, de père grec
- Georges Guétary (1915-1997), chanteur
- François Hadji-Lazaro (1956-2023), musicien et producteur
- Victor Haïm (né en 1935), dramaturge
  - Mathilda May (née en 1965), sa fille, actrice
- Angélique Ionatos (1954-2021), chanteuse et compositrice
- Jean-Pierre Jossua (1930-2021), écrivain et théologien
- Serge July (né en 1942), journaliste
- Constantin Kaïtéris (né en 1948), lexicographe et poète
- Jean Karakos (1940-2017), producteur de musique
- Tchéky Karyo (né en 1953), acteur
- Iannis Katsahnias (1958-1999), journaliste et critique de cinéma
- Kyriakos Kaziras (né en 1966), photographe
- Maria Klonaris (1948-2014), plasticienne
- Patrick Knaff (1958-2006), journaliste sportif
- Yannis Kokkos (né en 1944), metteur en scène
- Irma Kolassi (1918-2012), cantatrice
- Dimitris Kollatos (né en 1937), réalisateur
  - Alexandre Kollatos, metteur en scène, son fils
- Alexis Korner (1928-1984), guitariste de blues
- Angélique Kourounis (1963-2024), journaliste
- Dafné Kritharas (née en 1992), chanteuse
- Ado Kyrou (1923-1985), écrivain et réalisateur
  - Ariel Kyrou (né en 1962), journaliste, son fils
- Ariane Labed (née en 1984), actrice et réalisatrice
- Lila Lalauni (1918-1996), pianiste et compositrice
- Clément Lépidis (1920-1997), écrivain
- Hélène Leune (morte en 1940), journaliste et infirmière
- Dimitrios Lévidis (en) (1885-1951), compositeur
- Guy Lévis Mano (1904-1980), éditeur artistique
- Constantin Macris (1917-1984), peintre
- Maria Malagardis (née en 1965), journaliste
- Jean Marco né Marcopoulos (1923-1953), chanteur et compositeur
- Gilles Margaritis, (1912-1965), réalisateur de télévision
- Gilles Marini (né en 1976), acteur
- Alexandros Markeas (né en 1965), compositeur
- André Massepain (1917-1999), écrivain
- Mayo (1905-1990), peintre
  - Jean-Gilles Malliarakis (né en 1944), éditeur d'extrême-droite, son fils
- Darius Milhaud (1892-1974), compositeur, de mère juive de Salonique
- Patrick Modiano (né en 1945), écrivain
- Jean Moréas (1856-1910), poète
- Anna Mouglalis (née en 1978), actrice
- Yves Mourousi (1942-1998), journaliste, d'une famille phanariote
- Moustache (1929-1987), acteur et batteur de jazz
- Georges Moustaki (1934-2013), chanteur
- Nagui (né en 1961), animateur, de père gréco-alexandrin
- Frères Louis (1884-1948) et Alex Nalpas (1887-1944), cinéastes
- Robert Namias (né en 1944), journaliste
  - Fabien Namias (né en 1972), journaliste, son fils
  - Nicolas Namias (né en 1976), haut-fonctionnaire et chef d'entreprise, son fils
- Nekfeu (né en 1990), rappeur
- Janko Nilovic (né en 1941), musicien
- Anna de Noailles (1876-1933), poétesse, de mère grecque
- Alain Pacadis (1949-1986), journaliste, dandy punk
- Pierre Papadiamandis (1937-2022), compositeur
- Nikos Papatakis (1918-2010), réalisateur de cinéma
- Daphné Patakia (née en 1992), actrice
- Laurence Pernoud (1918-2009), auteur et puéricultrice
- Basile Panurgias (né en 1967), écrivain
- Sissy Piana (née en 1959), sculptrice
- Bruno (né en 1961), réalisateur et Denis Podalydès (né en 1963), acteur
- Sophie Pondjiclis, mezzo-soprano
- Gisèle (née en 1920) et Mario Prassinos (1916-1985), artistes surréalistes
- Jean Prodromidès (1927-2016), compositeur
- Théodore Jacques Ralli (en) (1852-1909), peintre orientaliste
- Jean Rapsomanikis (el) (1885-1937), peintre et caricaturiste
- Jacques Rémy, né Raymond Assayas (1911-1981), scénariste, et ses fils :
  - Olivier Assayas (né en 1955), réalisateur
  - Michka Assayas (né en 1958), journaliste
- Marie-Madeleine Rigopoulos (née en 1974), journaliste littéraire
- Jacques Rizo (en) (1849-1926), peintre
- Daphné Roulier (née en 1968), journaliste
- Paul Roussopoulos, peintre, mari de Carole Roussopoulos (1945-2009), documentariste, et père d'Alexandra, peintre
- Lionel Salem (1883-1942), acteur
- Yvonne Sanson (1925-2003), actrice
- Théo Sarapo (1936-1970), chanteur, mari d'Édith Piaf
- Adrienne Ségur (1901-1981), illustratrice
- Nicolas Ségur, né Nicolaos Episcopoulos à Zante (1874-1944), écrivain symboliste[13]
- Nicola (né en 1959) et Stéphane Sirkis (1959-1999), musiciens du groupe Indochine
- Makis Solomos (né en 1962), musicologue
- Camille-Marie Stamaty (1811-1870), pianiste et compositeur
- Constantin Tacou (1926-2001), éditeur, et sa fille Laurence Tacou
- Sophie Tapie (née en 1988), chanteuse, de mère grecque
- Patrick Tatopoulos (né en 1958), réalisateur et directeur artistique
- Tériade (1889-1983), critique d'art et éditeur
- Katerina Thomadaki (née v. 1947), plasticienne
- Yannis Tsarouchis (1910-1989), peintre
- Costas Tsoclis (el) (né en 1930), peintre et sculpteur
  - Maya Tsoclis (en) (née en 1963), journaliste et députée au Parlement grec, sa fille
- Odette Valéry (1879-ap. 1933), danseuse
- Costas Valsamis (en) (1908-2003), sculpteur
- Sophia Vari (1940-2023), sculptrice
- Jean Varda (en) dit Yanko (1893-1971), collagiste et mosaïste
- Agnès Varda (1928-2019), photographe et réalisatrice de cinéma
  - Rosalie Varda (née en 1958), costumière, sa fille
  - Mathieu Demy (né en 1972), acteur, son fils
- Vlospa (en) (né en 1995), rappeur
- Gérasime Vokos (en) (1868-1927), journaliste et peintre
- Constantin Xenakis (1951-2020), peintre et sculpteur
- Iannis Xenakis (1922-2001), compositeur et architecte
- Rachel Yakar (1936-2023), cantatrice
- Georges Yatridès (1931-2019), peintre
- Yannis Youlountas (né en 1970), réalisateur et chroniqueur
- Ary-René d'Yvermont (pt), né Aristidis Parthénis (1873-1928), critique d'art et de littérature
- Marcel Zanini (1923-2023), musicien de jazz, et son fils Marc-Édouard Nabe (né en 1958), écrivain
- Henry Zaphiratos (né en 1928), réalisateur
- Christian Zervos (1889-1970), critique d'art
- Émile Zola (1840-1902), écrivain
- Cizia Zykë (1949-2011), aventurier et écrivain français (mère grecque, père albanais)

### Politiciens et diplomates
- Gabriel Attal (né en 1989), Premier ministre
- Vincent Benedetti (1817-1900), ambassadeur
- Chantal Brunel (née Zorbas en 1948), députée de Seine-et-Marne
- Jean-Christophe Cambadélis (né en 1951), homme politique
- Luc Carvounas (né en 1971), sénateur et député
- Albert Cohen (1895-1981), écrivain et diplomate
- Jean Coumaros (1907-1991), médecin et député
- Annie Delmont-Koropoulis (née en 1947), sénatrice
- Claude Estier (1925-2016), sénateur[14]
- Stélio Farandjis (né en 1937), syndicaliste enseignant
- Diana Filippova (née en 1986), essayiste et militante
- Marietta Karamanli (née en 1964), députée de la Sarthe
- Pénélope Komitès (née en 1959), femme politique
- Daniel Matalon (1914-1987), député
- Michel Mélas (en) (1833-1897), négociant marseillais puis maire d'Athènes
  - Georges Mélas (el) (1866-1931), son fils, secrétaire du roi Constantin Ier, né à Marseille
  - Pavlos Melas (1870-1904), son fils, héros du conflit macédonien, né à Marseille
  - Anna Mela-Papadopoulou (en) (1871-1938), sa fille, infirmière, née à Marseille
- Vidal Modiano (1888-1971), chirurgien et président du CRIF
  - Henri Modiano (1932-2020), son fils, député
- Alex Moumbaris (en), militant anti-apartheid
- Michel Pablo né Michel Raptis (1911-1996), leader trotskiste
- Maurice Paléologue (1859-1944), ambassadeur
- Leonardos Philaras (v. 1595–1673), érudit et diplomate
- Nicolas Sarkozy (né en 1955), Président de la République et Guillaume Sarkozy (né en 1951), homme d'affaires, un grand-père grec
- Constantin dit Jacques Simakis (1919-2006), syndicaliste
- Adolphe Thiers (1797-1877), Président de la République, de grand-mère maternelle grecque
- Antoine de Tounens (1825-1870), aventurier, roi autoproclamé d'Araucanie
- Michel Vaxès (1940-2016), député
- Dominique Vlasto (née en 1946), députée européenne
- Léon d'Ymbault (en) (v. 1700-1781), dernier maire ottoman de Tchernivtsi
- Chrysoula Zacharopoulou (née en 1976), médecin, ministre et députée européenne

#### Souverains et seigneurs féodaux
- Eudoxie Comnène (v. 1165-ap. 1202), dame de Montpellier
  - Marie de Montpellier (v. 1180-1213), « seigneur » de Montpellier, sa fille
    - Isabelle d'Aragon (1247-1271), reine de France, sa petite-fille
- Anne de Constantinople (v. 885-v. 912), reine de Provence et impératrice
  - Charles-Constantin de Vienne (v. 901-962), comte de Viennois, son fils
- Anne de Chypre, (1418-1462), duchesse de Savoie
- La « Demoiselle » de Chypre (en) (v. 1177-ap. 1203), héritière de l'empereur de Chypre Isaac Comnène et comtesse de Toulouse
- Louis IV de Gonzague (1539-1595), duc de Nevers et de Rethel, de mère grecque
- Anne Lascaris (1487-1554), comtesse de Tende
  - Madeleine de Savoie (1510-1586), duchesse de Montmorency, sa fille
- Marie (1257-1323), comtesse d'Anjou et reine de Naples, de grand-mère grecque byzantine, et ses petits-enfants :
  - Clémence de Hongrie (1293-1328), reine de France
  - Philippe VI de Valois (1293-1350), roi de France
- Mathilde de Brabant (1224-1288), comtesse d'Artois, de grand-mère grecque byzantine
  - Marie de Brabant (1254-1322), reine de France, sa nièce
  - Jeanne Ire de Navarre (1273-1305), reine de France et de Navarre, sa petite-fille
- Philippe Ier de Montfort-Castres (1206-1270), seigneur de La Ferté-Alais et de Castres, de grand-mère grecque byzantine
- Yolande Paléologue (v. 1318-1342), comtesse de Savoie

### Personnalités économiques
- Georges Candilis (1913-1995), architecte et urbaniste
- Isaac Carasso (1874-1939) et son fils Daniel Carasso (1905-2009), fondateurs de Danone
- Roland Castro (1940-2023), architecte
  - Zazon (née en 1976), comédienne, sa fille
- Jean Daninos (1906-2001), constructeur automobile, frère de Pierre Daninos
- Marcel Dassault (1892-1986), ingénieur et entrepreneur aéronautique, de mère juive de Salonique
- Jean Dessès (1904-1970), couturier
- Pierre-Alexis Dumas (né en 1966), directeur artistique d'Hermès, de mère grecque
- La famille Ephrussi, banquiers
- Thierry Kazazian (1961-2006), designer
- Christian Mégrelis (né en 1938), dirigeant d'entreprises
- André Mentzelopoulos (1915-1980) et sa fille Corinne (née en 1953), entrepreneurs viticoles
- Alexandra Mitsotaki Gourdain (en) (née en 1956), dirigeante associative
- Eli Modiano (el) (1881-1968), centralien, architecte du Marché Modiano
- John Nicolétis (1893-1987), polytechnicien et industriel
- Athina Roussel Onassis (née en 1985), héritière
- Michel Rodocanachi (1821-1901), banquier
- Laurent Tapie (né en 1974), homme d'affaires
- Yannis Tsiomis (1944-2018), architecte et urbaniste
- Andréas Vagliano (el) (1827-1887), armateur marseillais
- Philippe Vitali (1830-1909), ingénieur et entrepreneur
- Antoine Volanis (en) (né en 1948), styliste de la Renault Espace
- Stamatis Voulgaris (1774-1842), architecte et urbaniste
- Étienne Zafiropoulo (el) (1813-1892) et son neveu Périclès Zarifi (1844-1927), financiers marseillais
- Sir Basil Zaharoff (1849-1936), marchand d'armes

### Militaires et résistants
- Constantin Denis Bourbaki (1787-1827), colonel
  - Charles Denis Bourbaki (1816-1897), général, son fils
- César Covo (1912-2015), brigadiste et résistant
- Paul Dassault (1882-1969), général, de mère juive de Salonique
- Paul Ély, (1897-1975), général
- Jean-Paul de Lascaris-Castellar (1560-1657), grand-maître de l'Ordre de Saint-Jean de Jérusalem (« chevaliers de Malte »)
- Nicolas de Loverdo (1773-1837), général
- Freddy Menahem (1924-2015), médecin et résistant
- George Rodocanachi (1875-1944), médecin et résistant
- Kostas Sarantidis (1927-2021), défecteur de la Légion étrangère
- Honorat II de Savoie (1511-1580), maréchal et amiral de France, de mère grecque
- Jean (1915-2010), Simone (1917-1945) et Pierre Séailles (1919-2007), résistants
- Hélène Vagliano (1909-1944), résistante cannoise, fusillée à Nice en 1944
- Vitalis Pacha (1809-1899), officier de la Légion puis gouverneur ottoman
- Kostia Vlastos (en) (1883-1967), pilote de ballon et correspondant de guerre
- François Zola (1796-1847), ingénieur militaire et civil, père d'Émile Zola

### Sportifs
- Romain Arghirudis (né en 1946), footballeur
- Hélène Contostavlos (1902-1963), joueuse de tennis
- Iphinoé Davvetas (en) (née en 1992), nageuse synchronisée
- Jean-François Exiga (né en 1982), volleyeur
- Alexandros Jakupovic (en) (né en 1982), joueur de tennis
- Taïg Khris (né en 1978), champion du monde sur patins à roulettes, de mère grecque
- Lucien (1922-2005) et Apo Lazaridès (1925-1998), cyclistes
- Georges Livanos (1923-2004), alpiniste
- Theo Mavrostomos (né en 1953), plongeur scaphandrier
- Doris Metaxa (1911-2007), joueuse de tennis
- Patrick Mouratoglou (né en 1970), entraîneur de tennis
- Chloe Mustaki (née en 1993), footballeuse
- Mickaël Panos (en) (né en 1997), footballeur
- Gabriella Papadakis (née en 1995), patineuse artistique
- Denis Papas (né en 1937), footballeur
- Antonis Rikka (né en 1986), footballeur
- Pierre Rodocanachi (né en 1938), fleurettiste, médaillé de bronze olympique en 1964
- Nicolas Rossolimo (1910-1975), joueur d'échecs issu d'une famille russe d'origine grecque
- Jean Séphériades (1922-2001), rameur
- Grégory Sofikitis (né en 1985), footballeur
- Panagiotis Tarinidis (en) (né en 1994), haltérophile
- Yves Triantafilos (né en 1948), footballeur
- Angelo Tsagarakis (né en 1984), joueur de basket-ball
- Alexandre Tuffèri (1876-1956), athlète
- André Vagliano (1896-1971), golfeur
  - Lally Segard (1921-2018), golfeuse, sa fille
- Dimitrios Vikélas (1835-1908), premier président du Comité international olympique
- Julie Vlasto (1903-1985), joueuse de tennis

### Autres
- Michel Amandry (né en 1949), numismate, de mère grecque
- Hélène Comnène (v. 1520 - ap. 1578) dite « castellane de Milan », dame d'honneur de Catherine de Médicis puis de Louise de Lorraine
- Isavella Dara (née en 1978), mannequin, Miss Europe 1997
- Laure Artémis de Girardin (1809-1871), salonnière de mère grecque, fille de Claude-Émile Gaudin puis fille adoptive de Charles Gaudin, duc de Gaëte, et femme de Stanislas de Girardin
- Georges Gurdjieff (v. 1872-1949), mystique
- Georges de Grèce (1869-1957), prince, ancien gouverneur de la Crète
- Christophe de Grèce (1888-1940), prince, mémorialiste
- Eugénie de Grèce (1910-1989), princesse, biographe
- André de Grèce (1882-1944), prince
- Saint Irénée de Lyon (v. 130-202), évêque et martyr, Père de l'Église
- Jany Paschos Le Pen (née en 1932), 2e épouse de Jean-Marie Le Pen, de père grec
- George Mavrothalassitis (en), restaurateur
- Cléo de Mérode (1875-1966), danseuse et icône de beauté, de père grec
- Saint Pothin de Lyon (v. 85-177), évêque et martyr
- Georges-Alexandre Sarrejani (1878-1934), assassin
- Savitri Devi (1905-1982), ésotérique
- Demetrio Stefanopoli (1749-1821), notable et militaire corse d'origine grecque
  - Panoria Comnène ép. Permon, sa sœur
  - Laure Junot d'Abrantès (1784-1838), mémorialiste, sa nièce
- Ange Vergèce (1505-1569), maître-écrivain
- Sibilla Weiller (née en 1968), princesse de Luxembourg, de grand-mère grecque